# Gay Purr-ee
Gay Purr-ee is een familie-animatiefilm en tevens musical geproduceerd door United Productions of America en uitgegeven door Warner Bros.. De stem van het hoofdpersonage wordt ingesproken door Judy Garland. Het is ook de enige animatiefilm waar Garland haar stem aan heeft verleend. Purr in de titel verwijst naar het geluid van een kat (spinnen).

## Plot
Het verhaal begint in de Franse provence omstreeks 1890.
Mewsette is een jonge en mooie huiskattin. Rond het landgoed wonen ook nog de ietwat verwilderde kater Jaune Tom die altijd vergezeld wordt door het klunzige kitten Robespierre. Jaune Tom, een expert in het vangen van muizen, heeft een oogje op Mewsette en tracht haar te versieren met zijn laatste prooi. Mewsette, die zelf haar eten voorgeschoteld krijgt op een schoteltje, vindt dat Jaune Tom maar een boerenkat is en negeert hem. Later op de dag komt Jeanette, een kennis van haar menselijke baas, op bezoek. Jeanette vertelt over het leven in het glamoureuze en verfijnde Parijs. Terwijl Jeannette haar verhaal doet, droomt Mewsette over Parijs. Ze komt tot de conclusie dat het leven daar veel beter is en vertrekt halsoverkop.
In Parijs komt ze snel in contact met de kater Meowrice. Zijn bedoelingen met Mewsette zijn niet zo rooskleurig als hij laat uitschijnen. De naïeve Mewsette trapt echter in zijn verhaaltjes en vertrouwt hem. Omdat Mewsette geen onderdak heeft, brengt Meowrice haar onder bij zijn zus: de wellustige kat “Madame Henretta Reubens-Chatte”. Zij geeft cursussen aan kattinnen hoe ze zich moeten gedragen in het bijzijn van katers, hoe ze sierlijk en verfijnd moeten gaan. Zij belooft Mewsette dat ze een ster wordt en zal worden aangesproken als “De mooiste van gans Parijs”.
In werkelijkheid is Meowrice een kattensmokkelaar. Hij wil Mewsette gebruiken als postorderbruid voor de rijke kater “Mr. Henry Phtt” die in Pittsburgh woont. Ondertussen zijn Robespierre en Jaune Tom onderweg naar Parijs, op zoek naar Mewsette.
De opleiding is moeilijker dan Mewsette dacht. Wanneer ze op het punt staat om te stoppen, neemt Meowrice haar mee doorheen de kattenwereld van Parijs: de Eiffeltoren, de Champs-Élysées en de Moulin Rouge. Dit geeft haar voldoende motivatie om terug te beginnen aan haar studies.
Een van de handlangers van Meowrice komt er op straat toevallig achter dat Jaune Tom en Robespierre op zoek zijn naar Mewsette. Hij brengt Meowrice hiervan op de hoogte en brengt beiden in contact met elkaar. Meowrice is dan getuige van de talenten van Jaune Tom in het vangen van muizen. Meowrice bedenkt dan dat hij veel geld aan Jaune Tom kan verdienen. Daarom voert hij Jaune Tom en Robespierre dronken met champagne. Daarna verkoopt hij hen als muizenvangers aan een schip dat vertrekt naar Alaska.
Mewsette beëindigt haar training en is zo sierlijk en lieflijk dat zelfs Meowrice sterk onder de indruk is. Via zijn contacten kan hij Mewsette laten schilderen door bekendheden zoals Claude Monet, Henri de Toulouse-Lautrec, Georges Seurat, Henri Rousseau, Amedeo Modigliani, Vincent van Gogh, Edgar Degas, Auguste Renoir, Paul Cézanne, Paul Gauguin en Pablo Picasso. (In deze scène worden artistieke parodies van Mewsette op een schilderij in de stijl van de schilder getoond). Zonder dat Mewsette het weet, verkoopt Meowrice deze schilderijen aan Mr Phtt. Hij schrijft ook een vette cheque uit aan Mme. Reubens-Chatte, maar gebruikt tijdelijke inkt waardoor de cheque even later waardeloos is.
Hij trekt met Mewsette naar de Notre Dame en overhaalt haar om in een transportkist te stappen. Nadat ze zit opgesloten, vertelt Meowrice dat hij Mewsette gaat verschepen naar Amerika en haar heeft verpatst aan de oude en dikke kater Mr Phtt. Mewsette kan nog uit de kist ontsnappen en vlucht weg. Meowrice en zijn handlangers zetten de achtervolging in, maar Meowrice wordt onderweg aangevallen door een bulldog die hem zwaar verwond.
Ondertussen hebben Jaune Tom en Robespierre in Alaska een goudmijn gevonden. Gezien ze nu rijk zijn, kunnen ze terugkeren naar Parijs.
Gedesillusioneerd en dakloos zwerft Mewsette doorheen Parijs. Net wanneer ze zich wil verdrinken in de Seine vindt Meowrice haar. Hij overmeestert haar en neemt haar mee naar het treinstation. Samen vertrekken ze met de trein naar de haven waar een boot richting Amerika ligt te wachten. Net wanneer de trein vertrekt, verschijnen Jaune Tom en Robespierre. Zij werden geholpen door Mme. Ruebens-Chatte die razend is op haar broer omwille van de cheque. Jaune Tom overmeestert Meowrice en drijft hem in de reiskoffer die voor Mewsette was bedoeld met de opmerking: "dit zal zonder twijfel een pijnlijke verrassing zijn voor Mr Phht."
De film eindigt met Mewsette, Jaune Tom en Robespierre die genieten van het leven in Parijs zoals Mewsette zich had voorgesteld in haar dagdroom in het begin van de film.

## Trivia
- Chuck Jones, een medewerker van Warner Bros. Cartoons hielp United Productions of America met het verhaal. Uiteindelijk ging dit zo ver dat hij al meer de producer was dan Joan Janis. Chuck Jones had echter een exclusiviteitscontract met distributeur Warner Bros.. Toen uitkwam dat Chuck veel gedaan had voor de film, werd hij in 1964 ontslagen door Warner Bros.
- Toen Warner Bros. Cartoons werd opgedoekt in 1967, huurde Chuck Jones de bedrijfshal en richtte zijn eigen bedrijf “Sib Tower 12 Productions” op dat verschillende producties maakte voor MGM.

## Stemacteurs
| Acteur           | Personage             |
| ---------------- | --------------------- |
| Judy Garland     | Mewsette              |
| Robert Goulet    | Jaune Tom             |
| Red Buttons      | Robespierre           |
| Paul Frees       | Meowrice              |
| Hermione Gingold | Mme. Rubens-Chatte    |
| Morey Amsterdam  | verteller             |
| Mel Blanc        | Bulldog               |
| The Mellomen     | Meowrice' handlangers |